# Чжэн Сайсай
Чжэн Сайса́й (кит. упр. 郑赛赛, пиньинь Zhèng Sàisài; род. 5 февраля 1994, Сиань, Китай) — китайская теннисистка; финалистка одного турнира Большого шлема в парном разряде (Открытый чемпионат Франции-2019); победительница семи турниров WTA (из них один в одиночном разряде); победительница теннисного турнира юношеских Олимпийских игр в парном разряде.

## Общая информация
Родителей Сайсай зовут Сонань Цзялэ (профессор электротехники в университете Сиань Цзяотун, умер в 2013 году) и Чжэн Мин.
Китаянка пришла в теннис в восемь лет. Любимое покрытие — хард.
Во время игры Чжэн предпочитает действовать по всему корту; её сильными сторонами являются подача и игра у сетки.

## Спортивная карьера

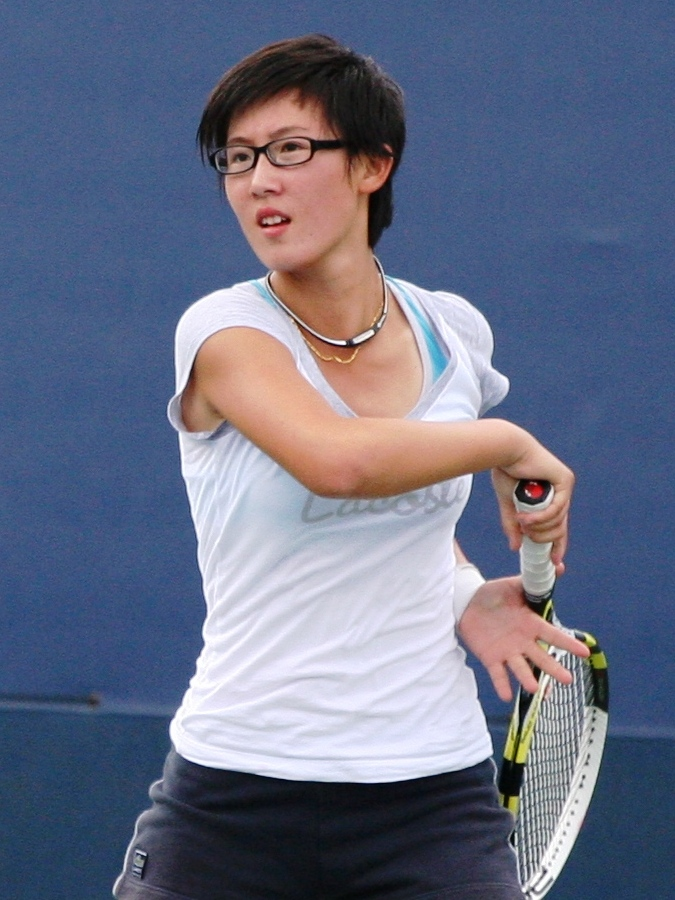
На Открытом чемпионате США 2009 года

Профессиональную карьеру Чжэн начала в 2009 году. В июле того года она выиграла первый титул из цикла ITF. В сентябре 2011 года Чжэн выиграла 100-тысячник ITF в Нинбо в парном разряде в альянсе с украинкой Татьяной Лужанской. В том же месяце в парах она смогла выиграть первый титул в WTA-туре на дебютном для себя турнире в Гуанчжоу, где она выступила в альянсе с Се Шувэй. В мае 2012 года китаянка впервые выступила на турнире серии Большого шлема. Это произошло на Открытом чемпионате Франции, где она сыграла с Доминикой Цибулковой. Первое появление в основной сетке турнира WTA в одиночном разряде пришлось на июль того же года на турнире в Станфорде.
В январе 2013 года Чжэн Сайсай на Открытом чемпионате Австралии смогла выйти в полуфинал, выступая в команде с Варварой Лепченко. На Открытом чемпионате Франции их пара смогла выйти в четвертьфинал. В августе 2014 года китаянка через квалификацию пробилась на Открытый чемпионат США и смогла выиграть одну встречу, пройдя в итоге во второй раунд. В сентябре она вышла в четвертьфинал турнира в Гонконге, а в октябре в полуфинал в Тяньцзине. После этих результатов Чжэн смогла впервые подняться в топ-100 женского одиночного рейтинга.
Сезон 2015 года она начала с выхода в полуфинал на турнире в Шэньчжэне. В августе совместно с Чжан Кайчжэнь выиграла парный приз турнира серии WTA 125 в Наньчане. Через неделю после этого Чжэн выиграла второй парный титул WTA в карьере на турнире в Станфорде, где сыграла в команде с соотечественницей Сюй Ифань. В сентябре на турнире более младшей категории WTA 125 в Даляне она делает победный дубль, выиграв одиночные и парные соревнования. После этого успеха она смогла выйти в четвертьфинал на турнирах WTA в Токио и Гуанчжоу. В октябре Чжэн Сайсай завоевала парный трофей турнира в Тяньцзине.
В январе 2016 года Сюй Ифань и Чжэн Сайсай вышли в полуфинал Открытого чемпионата Австралии в парном разряде. В феврале Чжэн успешно для себя выступила на Премьер-турнире в Дохе. Во втором раунде она обыгрывает вторую ракетку мира Анжелику Кербер со счётом 7-5, 6-1. После победы в четвертьфинале над Эжени Бушар китайская теннисистка вышла в полуфинал, где в свою очередь уступила Елене Остапенко. В мае на кортах Ролан Гаррос в парных соревнованиях Сюй Ифань и Чжэн Сайсай вышли в стадию 1/4 финала. В июне на травяном турнире в Ноттингеме Чжэн вышла в полуфинал. В июле она сыграла в четвертьфинале на турнире в Станфорде. В августе китаянка приняла участие на летних Олимпийских играх в Рио-де-Жанейро. В одиночном и парном разряде (с Сюй Ифань) она выступила одинаковы, выбыв с турнира во втором раунде. Перед Открытым чемпионатом США она поднялась а высшую в карьере — 60-ю позицию в одиночном рейтинге.
В апреле 2017 года Чжэн Сайсай победила на 100-тысячнике ITF в Аньнине. В мае на Открытом чемпионате Франции она сыграла в четвертьфинале парных соревнований в дуэте с румынкой Ириной-Камелией Бегу. В апреле 2018 года удалось победить на турнире малой серии WTA 125 в Чжэнчжоу, а затем взяла титул на 60-тысячнике цикла ITF и вышла в финал ещё одного турнира серии WTA 125 (также в Китае). В июле уже в основном туре удалось выйти в финал турнира в Наньчане, где она проиграла соотечественнице Ван Цян, отказавшись от борьбы во втором сете. Этот результат позволил подняться в топ-100 одиночного рейтинга. Затем Чжэн оформила выход в полуфинал турнира в Вашингтоне. В октябре выиграла 100-тысячник ITF в китайском Сучжоу, а в ноябре 2018 года дошла до финала турнира такого же ранга в Шэньчжэне, где проиграла в трёхсетовом матче сербке Иване Йорович.
В начале 2019 года Чжэн вышла в четвертьфинал турнира в Хуахине. В начал марта такого же результата добилась в Акапулько, где ещё смогла выиграть титул в парном разряде совместно с Викторией Азаренко. В апреле ей удалось выиграть главный приз и в одиночном разряде, но на турнире более младшей серии WTA 125 в Аньнине. В июне Чжэн была наиболее близка к выигрышу на Большом шлеме, дойдя до финала на Ролан Гаррос в паре с Дуань Инъин. Но китайский дуэт не смог переиграть вторую сеянную пару Тимея Бабош и Кристина Младенович — 2-6, 3-6. Парный финал на Открытом чемпионате Франции стал единственным в карьере Чжэн Сайсай на Больших шлемах. В августе китаянке покорился, также единственный в карьере, титул WTA в одиночном разряде. Она смогла стать чемпионкой Премьер-турнира в Сан-Хосе. Для этого достижения в финале пришлось обыграть № 10 в мире Арину Соболенко — 6-3, 7-6(3). На Открытом чемпионате США в альянсе Дуань Инъин вышла в парный четвертьфинал. Осенью Чжэн вышла в четвертьфинал в Чжэнчжоу, а в конце сезона сыграла на мало итоговом турнире — Трофей элиты WTA, где смогла выйти в полуфинал. Впервые она закончила сезон в топ-40 в одиночном рейтинге.
На старте сезона 2020 года Чжэн Сайсай с Дуань Инъин вышли в парный финал в Шэньчжэне. В феврале она вышла в четвертьфинал в Хуахине в одиночках и в финал в Дубае в парах (в дуэте с Барборой Крейчиковой). После победы над шестой ракеткой Кики Бертенс (3-6, 6-3, 6-4) Чжэн вышла в четвертьфинал турнира серии Премьер 5 в Дохе. 2 марта она поднялась на самую высокую в карьере — 34-ю строчку одиночного рейтинга. 2021 год Чжэн Сайсай начала с шести поражений подряд, а затем вышла в четвертьфинал в Монтеррее. На этом турнире она также вышла в парный финал с британкой Хезер Уотсон. В октябре она выиграла пятый парный титул WTA на турнире в Курмайёре в партнёрстве с Ван Синьюй. После этого они смогли выйти в финал турнира в Линце. Сезон 2021 года стал последним в карьере Чжэн Сайсай.

## Итоговое место в рейтинге WTA по годам
| Год  | Одиночный рейтинг | Парный рейтинг |
| 2024 | 695               | 70             |
| 2022 |                   | 1139           |
| 2021 | 80                | 43             |
| 2020 | 41                | 28             |
| 2019 | 39                | 27             |
| 2018 | 46                | 151            |
| 2017 | 94                | 65             |
| 2016 | 84                | 24             |
| 2015 | 70                | 39             |
| 2014 | 97                | 81             |
| 2013 | 162               | 39             |
| 2012 | 133               | 98             |
| 2011 | 276               | 108            |
| 2010 | 661               | 757            |
| 2009 | 718               |                |

## Выступления на турнирах

### Финалы турнировWTAв одиночном разряде (2)

#### Победа (1)
| Легенда:                                   |
| ------------------------------------------ |
| Турниры Большого шлема (0)*                |
| Олимпиада (0)                              |
| Итоговый турнир WTA (0)                    |
| Premier Mandatory / WTA 1000 Mandatory (0) |
| Premier 5 / WTA 1000 (0)                   |
| Premier / WTA 500 (1+2)                    |
| International / WTA 250 (0+4)              |

| Титулы по покрытиям | Титулы по месту проведения матчей турнира |
| ------------------- | ----------------------------------------- |
| Хард (1+5)*         | Зал (0+1)                                 |
| Грунт (0)           | Зал (0+1)                                 |
| Трава (0+1)         | Открытый воздух (1+5)                     |
| Ковёр (0)           | Открытый воздух (1+5)                     |

* количество побед в одиночном разряде + количество побед в парном разряде.
| №  | Дата           | Турнир        | Покрытие | Соперница в финале | Счёт       |
| 1. | 4 августа 2019 | Сан-Хосе, США | Хард     | Арина Соболенко    | 6-3 7-6(3) |

#### Поражения (1)
| №  | Дата         | Турнир         | Покрытие | Соперница в финале | Счёт            |
| 1. | 29 июля 2018 | Наньчан, Китай | Хард     | Ван Цян            | 5-7 0-4 — отказ |

### Финалы турнировWTA 125иITFв одиночном разряде (25)

#### Победы (15)
| Легенда:                    |
| --------------------------- |
| WTA 125 (3+3)*              |
| 100.000 USD (2+2)           |
| 80.000 (75.000)** USD (2+2) |
| 60.000 (50.000)** USD (5+1) |
| 25.000 USD (1+3)            |
| 15.000 (10.000)** USD (2+1) |

** призовой фонд до 2017 года
| Титулы по покрытиям | Титулы по месту проведения матчей турнира |
| ------------------- | ----------------------------------------- |
| Хард (10+9)*        | Зал (1+2)                                 |
| Грунт (4+3)         | Зал (1+2)                                 |
| Трава (1)           | Открытый воздух (14+10)                   |
| Ковёр (0)           | Открытый воздух (14+10)                   |

* количество побед в одиночном разряде + количество побед в парном разряде.
| №   | Дата             | Турнир                       | Покрытие   | Соперница в финале | Счёт        |
| 1.  | 12 июля 2009     | Шэньчжэнь, Китай             | Хард       | Сабина Шарипова    | 7-5 6-4     |
| 2.  | 29 октября 2010  | Тайбэй, Тайвань              | Хард (зал) | Чжан Лин           | 6-3 6-3     |
| 3.  | 20 мая 2012      | Куруме, Япония               | Трава      | Моника Адамчак     | 7-5 6-2     |
| 4.  | 28 октября 2012  | Тайбэй, Тайвань              | Хард       | Зарина Дияс        | 6-4 6-1     |
| 5.  | 4 мая 2014       | Аньнин, Китай                | Грунт      | Йована Якшич       | 6-2 6-3     |
| 6.  | 3 мая 2015       | Гифу, Япония                 | Хард       | Наоми Осака        | 3-6 7-5 6-4 |
| 7.  | 9 мая 2015       | Аньнин, Китай                | Грунт      | Хань Синьюнь       | 6-4 3-6 6-4 |
| 8.  | 13 сентября 2015 | Далянь, Китай                | Хард       | Юлия Глушко        | 2-6 6-1 7-5 |
| 9.  | 2 апреля 2017    | Цюаньчжоу, Китай             | Хард       | Лю Фанчжоу         | 6-2 6-3     |
| 10. | 30 апреля 2017   | Аньнин, Китай                | Грунт      | Зарина Дияс        | 7-5 6-4     |
| 11. | 22 апреля 2018   | Чжэнчжоу, Китай              | Хард       | Ван Яфань          | 5-7 6-2 6-1 |
| 12. | 28 апреля 2018   | Цюаньчжоу, Китай             | Хард       | Лю Фанчжоу         | 6-3 6-1     |
| 13. | 21 октября 2018  | Сучжоу, Китай                | Хард       | Яна Чепелова       | 7-5 6-1     |
| 14. | 28 апреля 2019   | Аньнин, Китай                | Грунт      | Чжан Шуай          | 6-4 6-1     |
| 15. | 19 сентября 2021 | Калдаш-да-Раинья, Португалия | Хард       | Армони Тан         | 6-4 3-6 6-3 |

#### Поражения (10)
| №   | Дата             | Турнир               | Покрытие | Соперница в финале | Счёт           |
| 1.  | 11 апреля 2010   | Нинбо, Китай         | Хард     | Тянь Жань          | 2-6 3-6        |
| 2.  | 4 июля 2010      | Хэфэй, Китай         | Хард     | Дуань Инъин        | 3-6 4-6        |
| 3.  | 22 января 2011   | Музаффарнагар, Индия | Трава    | Тадея Маерич       | 2-6 7-5 2-6    |
| 4.  | 5 февраля 2011   | Берни, Австралия     | Хард     | Эжени Бушар        | 4-6 3-6        |
| 5.  | 15 апреля 2012   | Вэньшань, Китай      | Хард     | Се Шувэй           | 3-6 3-6        |
| 6.  | 10 августа 2013  | Сучжоу, Китай        | Хард     | Шахар Пеер         | 2-6 6-2 3-6    |
| 7.  | 15 сентября 2013 | Санья, Китай         | Хард     | Каролина Плишкова  | 3-6 4-6        |
| 8.  | 12 марта 2017    | Чжухай, Китай        | Хард     | Дениса Аллертова   | 3-6 6-2 4-6    |
| 9.  | 5 мая 2018       | Аньнин, Китай        | Грунт    | Ирина Хромачёва    | 6-3 4-6 6-7(5) |
| 10. | 11 ноября 2018   | Шэньчжэнь, Китай     | Хард     | Ивана Йорович      | 3-6 6-2 4-6    |

### Финалы турниров Большого шлема в парном разряде (1)

#### Поражение (1)
| №  | Год  | Турнир                     | Покрытие | Партнёр     | Соперники в финале              | Счёт    |
| 1. | 2019 | Открытый чемпионат Франции | Грунт    | Дуань Инъин | Тимея Бабош Кристина Младенович | 2-6 3-6 |

### Финалы турнировWTAв парном разряде (15)

#### Победы (6)
| №  | Дата             | Турнир             | Покрытие   | Партнёрша         | Соперницы в финале                            | Счёт           |
| 1. | 24 сентября 2011 | Гуанчжоу, Китай    | Хард       | Се Шувэй          | Хань Синьюнь Чжань Цзиньвэй                   | 6-2 6-1        |
| 2. | 9 августа 2015   | Станфорд, США      | Хард       | Сюй Ифань         | Анабель Медина Гарригес Аранча Парра Сантонха | 6-1 6-3        |
| 3. | 18 октября 2015  | Тяньцзинь, Китай   | Хард       | Сюй Ифань         | Николь Мелихар Дарья Юрак                     | 6-2 3-6 [10-8] |
| 4. | 2 марта 2019     | Акапулько, Мексика | Хард       | Виктория Азаренко | Дезире Кравчик Гильяна Ольмос                 | 6-1 6-2        |
| 5. | 30 октября 2021  | Курмайёр, Италия   | Хард (зал) | Ван Синьюй        | Эри Ходзуми Чжан Шуай                         | 6-4 3-6 [10-5] |
| 6. | 23 июня 2024     | Берлин, Германия   | Трава      | Ван Синьюй        | Вероника Кудерметова Чжань Хаоцин             | 6-2 7-5        |

#### Поражения (9)
| №  | Дата            | Турнир                     | Покрытие   | Партнёрша          | Соперницы в финале                   | Счёт            |
| 1. | 20 апреля 2014  | Куала-Лумпур, Малайзия     | Хард       | Чжань Юнжань       | Тимея Бабош Чжань Хаоцин             | 3-6 4-6         |
| 2. | 23 мая 2015     | Страсбург, Франция         | Грунт      | Надежда Киченок    | Лян Чэнь Чжуан Цзяжун                | 6-4 4-6 [10-12] |
| 3. | 9 января 2016   | Шэньчжэнь, Китай           | Хард       | Сюй Ифань          | Ваня Кинг Моника Никулеску           | 1-6 4-6         |
| 4. | 9 июня 2019     | Открытый чемпионат Франции | Грунт      | Дуань Инъин        | Тимея Бабош Кристина Младенович      | 2-6 3-6         |
| 5. | 11 января 2020  | Шэньчжэнь, Китай           | Хард       | Дуань Инъин        | Барбора Крейчикова Катерина Синякова | 2-6 6-3 [4-10]  |
| 6. | 22 февраля 2020 | Дубай, ОАЭ                 | Хард       | Барбора Крейчикова | Се Шувэй Барбора Стрыцова            | 5-7 6-3 [5-10]  |
| 7. | 20 марта 2021   | Монтеррей, Мексика         | Хард       | Хезер Уотсон       | Кэролайн Доулхайд Эйжа Мухаммад      | 2-6 3-6         |
| 8. | 12 ноября 2021  | Линц, Австрия              | Хард (зал) | Ван Синьюй         | Натела Дзаламидзе Камилла Рахимова   | 4-6 2-6         |
| 9. | 2 февраля 2025  | Сингапур                   | Хард (зал) | Ван Синьюй         | Дезире Кравчик Гильяна Ольмос        | 5-7 0-6         |

### Финалы турнировWTA 125иITFв парном разряде (19)

#### Победы (12)
| №   | Дата             | Турнир                 | Покрытие   | Партнёрша           | Соперницы в финале                  | Счёт           |
| 1.  | 4 июля 2010      | Хэфэй, Китай           | Хард       | Тянь Жань           | Бай Си Чжан Кайлинь                 | 6-0 6-4        |
| 2.  | 28 мая 2011      | Чханвон, Южная Корея   | Хард       | Чжань Хаоцин        | Юрика Сэма Эрика Такао              | 6-2 4-6 [11-9] |
| 3.  | 18 сентября 2011 | Нинбо, Китай           | Хард       | Татьяна Лужанская   | Хань Синьюнь Чжань Цзиньвэй         | 6-4 5-7 [10-4] |
| 4.  | 18 марта 2012    | Санья, Китай           | Хард       | Эрика Сэма          | Лян Чэнь Чжоу Имяо                  | 6-2 6-2        |
| 5.  | 31 марта 2012    | Пхукет, Таиланд        | Хард (зал) | Ноппаван Летчивакан | Сунь Шэннань Хань Синьюнь           | 6-3 6-3        |
| 6.  | 6 мая 2012       | Гифу, Япония           | Хард       | Джессика Пегула     | Сюй Вэньсинь Чжань Цзиньвэй         | 6-4 3-6 [10-4] |
| 7.  | 11 мая 2014      | Трнава, Словакия       | Грунт      | Штефани Фогт        | Маргарита Гаспарян Евгения Родина   | 6-4 6-2        |
| 8.  | 8 мая 2015       | Аньнин, Китай          | Грунт      | Сюй Ифань           | Е Цююй Ян Чжаосюань                 | 7-5 6-2        |
| 9.  | 2 августа 2015   | Наньчан, Китай         | Хард       | Чжан Кайчжэнь       | Ван Яфань Чжань Цзиньвэй            | 6-3 4-6 [10-3] |
| 10. | 13 сентября 2015 | Далянь, Китай          | Хард       | Чжан Кайлинь        | Чжань Цзиньвэй Дарья Юрак           | 6-3 6-4        |
| 11. | 15 июля 2018     | Контрексевиль, Франция | Грунт      | Ан-Софи Местах      | Ева Ваканно Прартхана Тхомбаре      | 3-6 6-2 [10-7] |
| 12. | 26 сентября 2021 | Колумбус, США          | Хард (зал) | Ван Синьюй          | Нурия Паррисас Диас Далила Якупович | 6-1 6-1        |

#### Поражения (7)
| №  | Дата             | Турнир               | Покрытие   | Партнёрша         | Соперницы в финале                          | Счёт          |
| 1. | 29 октября 2010  | Тайбэй, Китай        | Хард (зал) | Жуань Тинфэй      | Ван Цян Гао Шаоюань                         | 3-6 6-7(2)    |
| 2. | 7 августа 2011   | Пекин, Китай         | Хард       | Татьяна Лужанская | Чжань Хаоцин Чжань Юнжань                   | 2-6 3-6       |
| 3. | 12 февраля 2012  | Лонсестон, Австралия | Хард       | Се Шуин           | Сюко Аояма Котоми Такахата                  | 4-6 4-6       |
| 4. | 24 марта 2012    | Пхукет, Таиланд      | Хард (зал) | Чжань Цзиньвэй    | Натела Дзаламидзе Марта Сироткина           | 4-6 1-6       |
| 5. | 15 сентября 2012 | Нинбо, Китай         | Хард       | Татьяна Лужанская | Сюко Аояма Чжан Кайчжэнь                    | 2-6 5-7       |
| 6. | 27 апреля 2014   | Наньнин, Китай       | Хард       | Чжан Лин          | Хань Синьюнь Чжан Кайлинь                   | 6-7(8) 6-7(3) |
| 7. | 16 ноября 2019   | Хуахин, Таиланд      | Хард       | Ын Кваняу         | Лесли Паттинама Керкхове Тамарин Танасугарн | 2-6 6-7(5)    |